# At the London Palladium
| Recensione | Giudizio |
| ---------- | -------- |
| AllMusic   |          |

At the London Palladium è un album live del cantante statunitense Johnnie Ray, pubblicato dall'etichetta discografica Philips Records nel 1954.

## Tracce

### LP
Lato A
1. Please Don't Talk About Me When I'm Gone (testo: Sidney Clare – musica: Sam H. Stept)
2. Glad Rag Doll (testo: Jack Yellen – musica: Milton Ager, Dan Dougherty)
3. A Hundred Years from Today (testo: Ned Washington, Joe Young – musica: Victor Young)
4. Somebody Stole My Gal (Leo Wood)
5. With These Hands (testo: Benny Davis – musica: Abner Silver)
6. Walkin' My Baby Back Home (testo: Roy Turk – musica: Fred Ahlert)

Lato B
1. As Time Goes By (dal Film "Casablanca") (Herman Hupfeld)
2. Such a Night (Lincoln Chase)
3. The Little White Cloud That Cried (Johnnie Ray)
4. Cry (Churchill Kohlman)
5. I'm Gonna Walk and Talk with My Lord (Martha Carson)

## Musicisti
- Johnnie Ray – voce
- Eric Rogers – direttore orchestra
- "The Skyrockets Orchestra" – componenti dell'orchestra non accreditati